# Kendel Herrarte
Kendel Omar Herrarte Mayén (6 aprile 1992) è un calciatore guatemalteco, centrocampista del Guastatoya.

## Palmarès

### Club

#### Competizioni nazionali
- Campionato guatemalteco: 7

Comunicaciones: Clausura 2011, Apertura 2012, Clausura 2013, Apertura 2013, Clausura 2014, Apertura 2014, Apertura 2015